# Bodo Broschat
Bodo Broschat (Neuruppin, 1959) est un artiste allemand. 
Bodo Broschat a commencé sa formation de graveur à la Monnaie État de la RDA à Berlin
Outre de nombreuses médailles, il a dessiné plusieurs pièces allemandes de collection :
- La pièce de 10 euro 2005 consacrée au parc national de Wald du Land de Bavière
- La pièce de 10 euro 2005 à l'occasion du centenaire du Prix Nobel de la Paix de Bertha von Suttner.
- La pièce de 10 euro 2013 à l'occasion des 150 ans de la Croix-Rouge.